# Süleyman Soylu

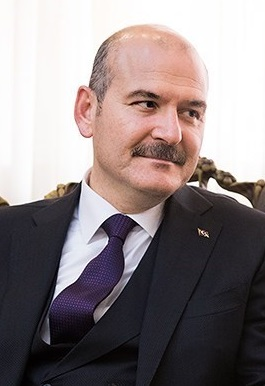
Süleyman Soylu (2017)

Süleyman Soylu (* 21. November 1969 in Istanbul) ist ein türkischer Politiker der AKP. Er wurde im August 2016 zum Minister für Innere Angelegenheiten im Kabinett von Ministerpräsident Binali Yıldırım ernannt. Er war auch in dem seit dem 9. Juli 2018 tätigen Kabinett der Regierung Recep Tayyip Erdoğan bis Anfang Juni 2023 Innenminister. Im April 2020 reichte er ein Rücktrittsgesuch ein, das Erdogan jedoch ablehnte. Im Deutschlandfunk wurde er 2021 als „Nummer zwei hinter Erdoğan“ bezeichnet. Mit Antritt des Kabinetts Erdoğan V am 3. Juni 2023 wurde er durch Ali Yerlikaya ersetzt.

## Leben und Ausbildung
Soylus Familie stammt aus Trabzon. Er erhielt seine schulische Ausbildung im Istanbuler Stadtteil Gaziosmanpaşa und studierte an der Fakultät für Betriebswirtschaft der Universität Istanbul. Anschließend arbeitete er an der Borsa Istanbul.

## Politische Laufbahn
Seine politische Laufbahn begann 1987 mit dem Beitritt zur Jugendorganisation der Demokratischen Partei (DP). Er stieg in den Parteivorstand auf und später zum Vorsitzenden der DP in Istanbul. 2008 wurde er zum Vorsitzenden der Gesamtpartei gewählt. Dabei kritisierte er Erdoğan.

„Vor der AKP-Regierung lag die Arbeitslosenquote bei 6%, heute stieg sie auf 11,3 %. So wie der Ministerpräsident [Erdoğan] nicht auf einem Pferd sitzen kann, so kann er auf gleiche Weise das Land nicht regieren“

Von diesem Posten trat Soylu nach der Kommunalwahl in der Türkei 2009 zurück. Seine Zustimmung für das Verfassungsreferendum in der Türkei 2010 führte dazu, dass er von der DP ausgeschlossen wurde.
Im September 2012 trat Soylu auf Einladung des damaligen Ministerpräsidenten Erdoğan der regierenden AKP bei. Im Kabinett Davutoğlu III war er Minister für Arbeit und Soziale Sicherheit. Am 31. August 2016 trat der Innenminister Efkan Ala zurück und Soylu wurde zu seinem Nachfolger ernannt. Im Kabinett von Präsident Erdoğan blieb Soylu Innenminister.
Am 1. August 2018 verhängte das Office of Foreign Assets Control der Vereinigten Staaten Sanktionen gegen Soylu und Justizminister Abdülhamit Gül. Beiden wurde es untersagt, Eigentum in den Vereinigten Staaten zu besitzen, US-Bürger durften keine Transaktionen mit den beiden tätigen. Die US-Behörden begründeten dies mit „schweren Menschenrechtsverletzungen“ bei der Inhaftierung und Anklage des Pastors Andrew Brunson. Soylu erklärte am 2. August 2018, er habe keinerlei Besitz oder Vermögen außerhalb der Türkei. Die Türkei reagierte scharf auf die Sanktionen und verhängte am 4. August 2018 Sanktionen gegen den damaligen Justizminister Jeff Sessions und gegen die damalige Heimatschutzministerin Kirstjen Nielsen (Kabinett Trump I). Nach bilateralen Verhandlungen wurden die Sanktionen gegenseitig am 1. November 2018 aufgehoben.
Eine von Soylu als Maßnahme gegen die COVID-19-Pandemie nur zwei Stunden vor Beginn angekündigte zweitägige, damit auch medizinisch fragwürdige, Ausgangssperre für 31 Städte löste ein Chaos mit Panikkäufen aus, weswegen er am 12. April 2020 ein Gesuch um Rücktritt von seinem Amt als Innenminister einreichte. Sein Rücktritt wurde von Präsident Erdoğan jedoch nicht angenommen.

## Äußerungen zur HDP und BDP
Soylu gab im November 2016 die Anweisung, verwaltungs- und strafrechtliche Ermittlungen einzuleiten, da die Bezeichnung Co-Bürgermeister, wie sie die BDP praktiziere, rechtswidrig sei.
Nach dem Mord an einem AKP-Wahlhelfer bedrohte Soylu am 28. Juni 2018 die HDP-Co-Vorsitzende Pervin Buldan mit den Worten „Wir lassen euch hier nicht mehr leben“. Als sie die Drohung öffentlich machte, bekräftigte Soylu diese Drohung bei einer Pressekonferenz und sagte, er habe ihr noch viel mehr gesagt.

## Beziehung zur CHP
Nach der Präsidentschafts- und der Parlamentswahl (beide am 24. Juni 2018) verbot Soylu Politikern der CHP den Besuch von Beerdigungen im Dienst gefallener türkischer Soldaten. Noch am Tag der Anweisung wurde ein CHP-Politiker von einer Beerdigung ausgeschlossen und der Kranz, den die CHP gesandt hatte, zerstört.